# Spiegelhaus Mofacham

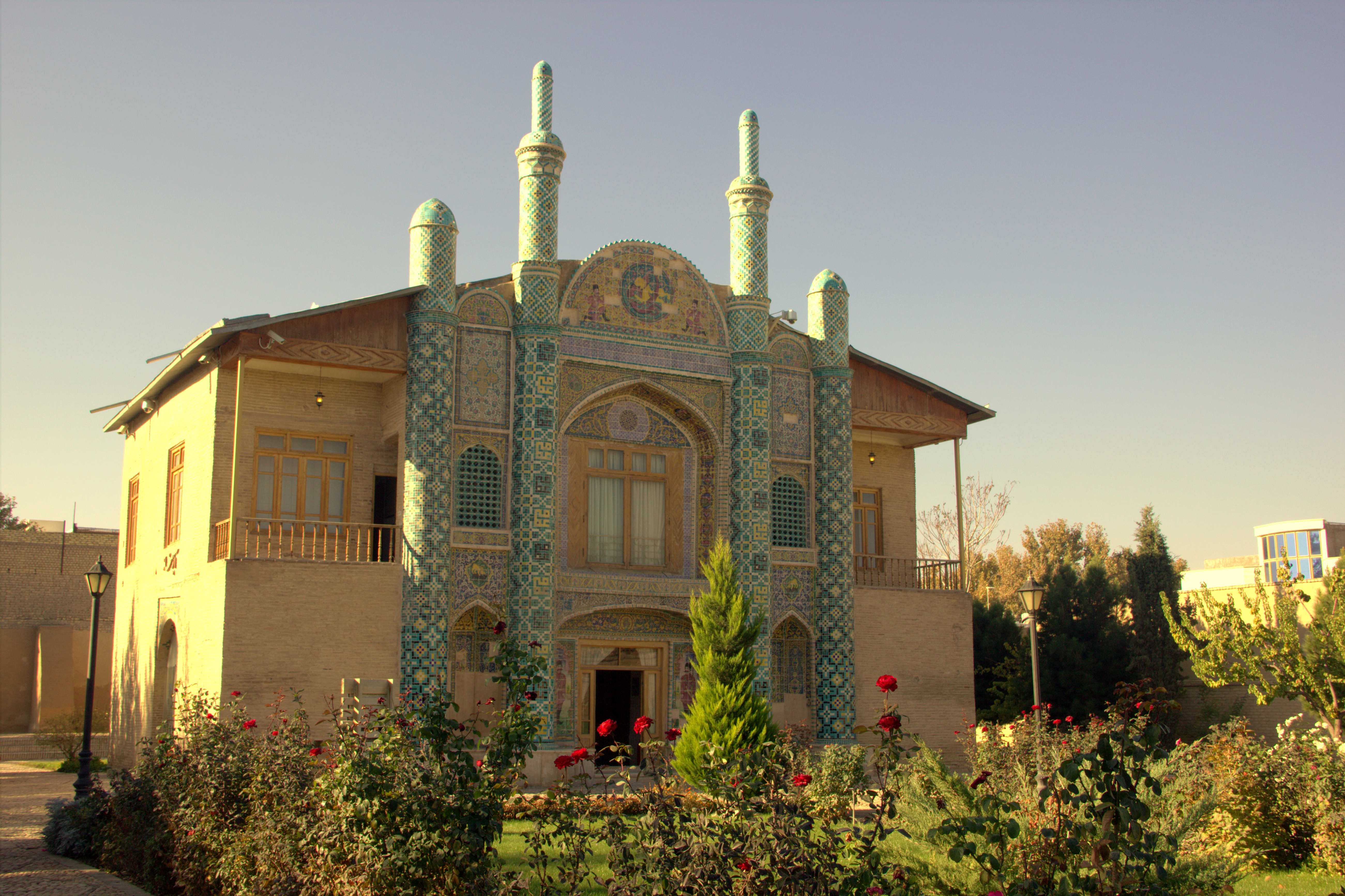
Spiegelhaus Mofacham 2013

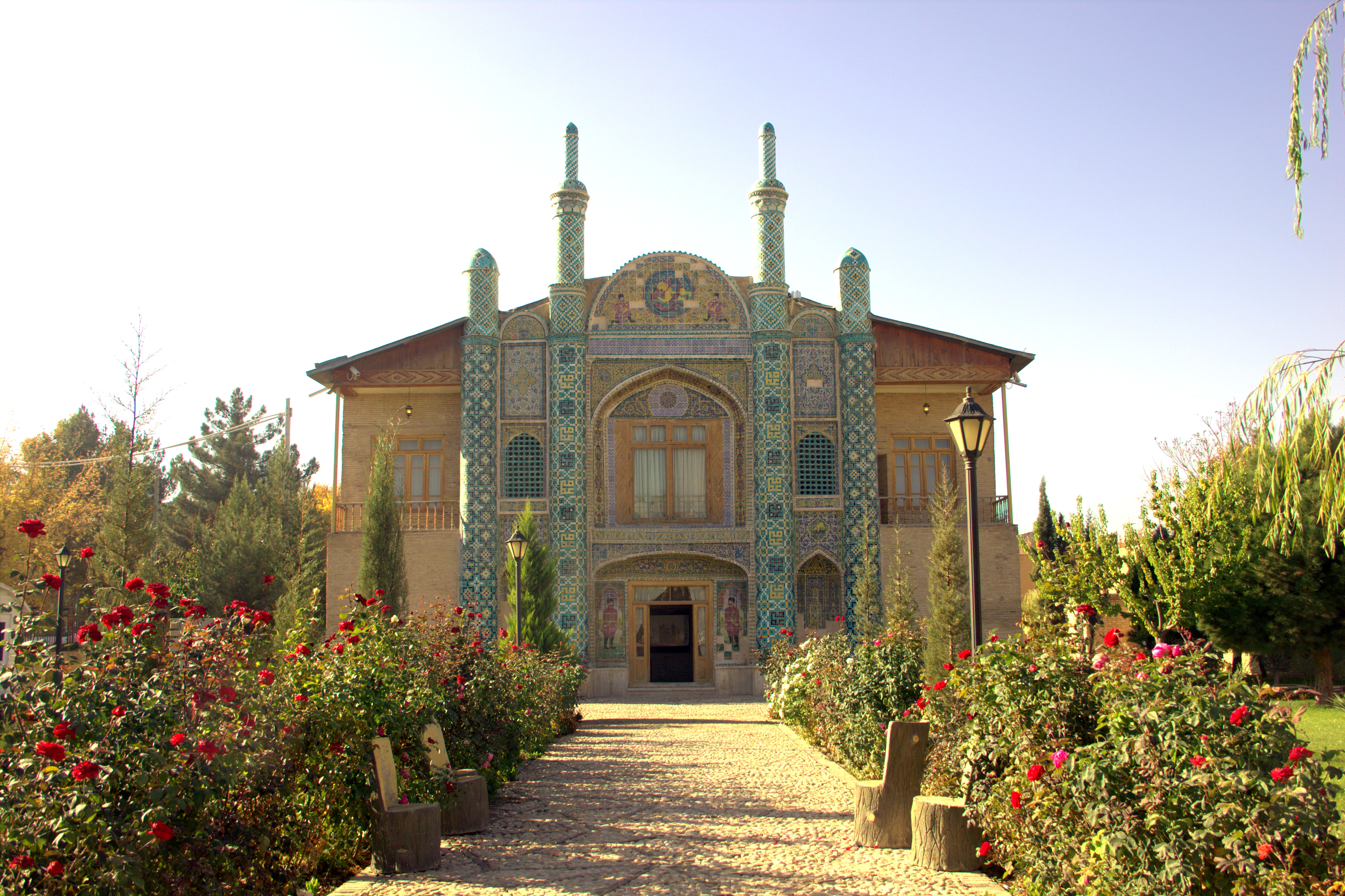
Spiegelhaus Mofacham 2013

Das Spiegelhaus Mofacham (persisch آئینه‌خانه مفخم Ayene chane mofacham) in Bodschnurd in der nordwestiranischen Provinz Nord-Chorasan an der Grenze zu Turkmenistan diente als Amtssitz des Gouverneurs Mofacham. Es stammt aus der Zeit der Kadscharen. Bodschnurd, ein Ort an der Teheran-Maschhad-Straße an den Hängen des Kuh-e-Aladag-Gebirges, ist die Hauptstadt der Provinz. Die Anlage liegt im Norden der Shariati-Allee.
Das Mitte der 1870er Jahre fertiggestellte Gebäude des Sardar Mofacham, eines hohen Beamten der späten Kadscharen-Zeit, ist berühmt für seine zur Innendekoration verwendeten vielen Spiegel und seine reiche Ziegelornamentik. Die Anlage beherbergt heute das Volkskundemuseum Bodschnurd (Mofacham-Museum).

## Nationales Denkmal
Am 18. Azar 1354 nach dem Iranischen Kalender (entspricht dem 9. Dezember 1975) wurde das Spiegelhaus mit der Nummer 1167 in die Liste der Nationalen Denkmäler des Iran aufgenommen. 